# 라이달미어 라이온스 FC
라이덜미어 리이온스 FC(Rydalmere Lions FC는파라마타시의 라이덜미어교외에 있는 축구 클럽이다. 라이덜미어 FC로도 알려져 있으며 1979년에 창단되었다. 
남자 팀은 현재 NSW 리그 원 (이전 NSW NPL2) 대회, 뉴사우스웨일스주 축구의 2부 리그, 전국 대회인 A리그 멘을 포함할 때 호주의 3부 리그에 소속되어 있다. 2017 NSW NPL 3를 성공적으로 마친 후 NSW NPL2로 승격했다. 2022년에 내셔널 프리미어리그 NSW 3 대회는 NSW 리그 2 로 이름이 바뀌고 2022년 시즌이 끝날 때 Football NSW 대회의 구조 조정으로 인해 2023년에 NSW 리그 1 에서 상위 8위를 마치고 다시 승격했다.